# Holcichneumon
Holcichneumon är ett släkte av steklar. Holcichneumon ingår i familjen brokparasitsteklar.
Kladogram enligt Catalogue of Life:
| Holcichneumon | \| \| Holcichneumon angolensis \| \| \| \| \| \| Holcichneumon areolator \| \| \| \| \| \| Holcichneumon arieticornis \| \| \| \| \| \| Holcichneumon flavitarsis \| \| \| \| \| \| Holcichneumon globulifer \| \| \| \| \| \| Holcichneumon polyaenoides \| \| \| \| \| \| Holcichneumon semialbidus \| \| \| \| \| \| Holcichneumon subtilis \| \| \| \| \| \| Holcichneumon testacecolor \| \| \| \| \| \| Holcichneumon testaceus \| \| \| \| |
|               | \| \| Holcichneumon angolensis \| \| \| \| \| \| Holcichneumon areolator \| \| \| \| \| \| Holcichneumon arieticornis \| \| \| \| \| \| Holcichneumon flavitarsis \| \| \| \| \| \| Holcichneumon globulifer \| \| \| \| \| \| Holcichneumon polyaenoides \| \| \| \| \| \| Holcichneumon semialbidus \| \| \| \| \| \| Holcichneumon subtilis \| \| \| \| \| \| Holcichneumon testacecolor \| \| \| \| \| \| Holcichneumon testaceus \| \| \| \| |
|               | Holcichneumon angolensis |
|               | |
|               | Holcichneumon areolator |
|               | |
|               | Holcichneumon arieticornis |
|               | |
|               | Holcichneumon flavitarsis |
|               | |
|               | Holcichneumon globulifer |
|               | |
|               | Holcichneumon polyaenoides |
|               | |
|               | Holcichneumon semialbidus |
|               | |
|               | Holcichneumon subtilis |
|               | |
|               | Holcichneumon testacecolor |
|               | |
|               | Holcichneumon testaceus |
|               | |